# Oxford (Arkansas)
Oxford é uma cidade localizada no estado americano de Arkansas, no Condado de Izard.

## Demografia
Segundo o censo americano de 2000, a sua população era de 642 habitantes.
Em 2006, foi estimada uma população de 650, um aumento de 8 (1.2%).

## Geografia
De acordo com o United States Census Bureau, a localidade tem uma área de 17,2 km², sem área coberta por água. Oxford localiza-se a aproximadamente 239 m acima do nível do mar.

## Localidades na vizinhança
O diagrama seguinte representa as localidades num raio de 24 km ao redor de Oxford.